# Аксу (Сарыкольский район)
Аксу (каз. Ақсу) — упраздненное село в Сарыкольском районе Костанайской области Казахстана. Ликвидировано в 2010 г. Входило в состав сельского округа Лесной. Код КАТО — 396247105.

## Население
В 1999 году население села составляло 64 человека (32 мужчины и 32 женщины). По данным переписи 2009 года, в селе проживали 44 человека (24 мужчины и 20 женщин).